# Lapijoki
Lapijoki är en tätort i Euraåminne i Satakunta. Den hade 811 invånare år 2013.

## Befolkningsutveckling
| Befolkningsutvecklingen i Lapijoki 1960–2013 | Befolkningsutvecklingen i Lapijoki 1960–2013 | Befolkningsutvecklingen i Lapijoki 1960–2013 | Befolkningsutvecklingen i Lapijoki 1960–2013 | Befolkningsutvecklingen i Lapijoki 1960–2013 |
| -------------------------------------------- | -------------------------------------------- | -------------------------------------------- | -------------------------------------------- | -------------------------------------------- |
|                                              |                                              |                                              |                                              |                                              |
| År                                           |                                              |                                              | Folkmängd                                    | Landareal (km²)                              |
| 1960                                         | 1960                                         |                                              | 326                                          | 3,70                                         |
| 1970                                         | 1970                                         |                                              | 317                                          | 3,45                                         |
| 1980                                         | 1980                                         |                                              | 624                                          | 3,7                                          |
| 1990                                         | 1990                                         |                                              | 603                                          | 2,14                                         |
| 1995                                         | 1995                                         |                                              | 653                                          | 2,20                                         |
| 2000                                         | 2000                                         |                                              | 745                                          | 2,31                                         |
| 2005                                         | 2005                                         |                                              | 863                                          | 4,1                                          |
| 2010                                         | 2010                                         |                                              | 669                                          | 1,61                                         |
| 2011                                         | 2011                                         |                                              | 829                                          |                                              |
| 2013                                         | 2013                                         |                                              | 811                                          |                                              |